# مونماوت (کانزاس)
مونماوت (به انگلیسی: Monmouth) یک منطقهٔ مسکونی در ایالات متحده آمریکا است که در شهرستان کرافورد، کانزاس واقع شده‌است.